# Ортометрическая высота

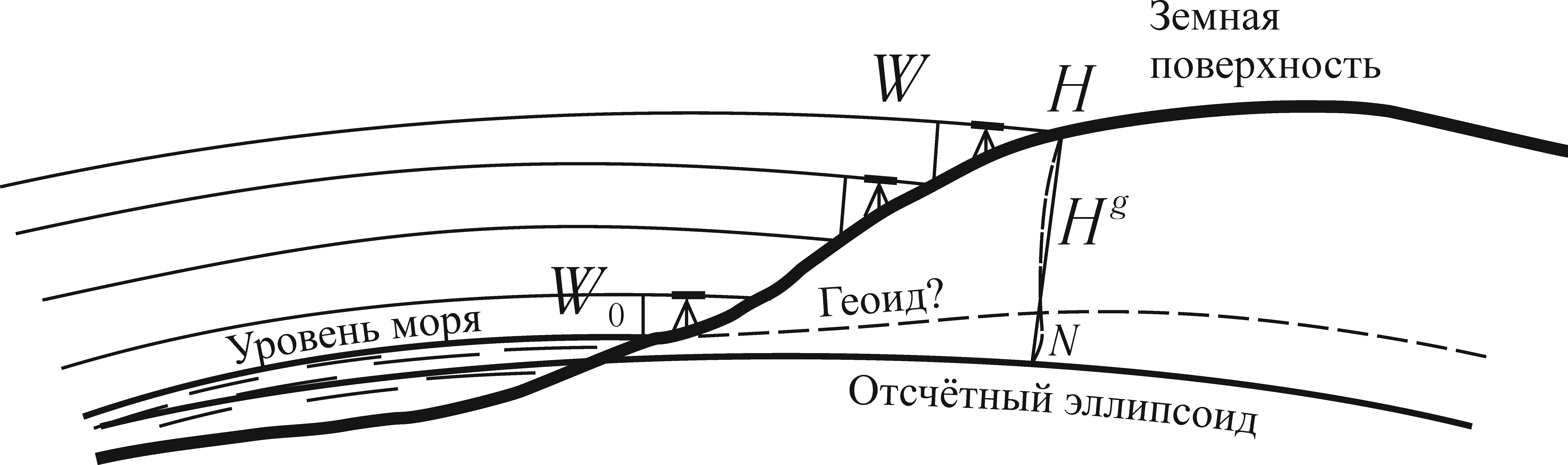

Ортометрическая высота (система ортометрических высот) — одна из систем высот «над уровнем моря». Ортометрическая высота {\displaystyle H^{g}} имеет определённый физический смысл — длина силовой линии поля силы тяжести от геоида до поверхности Земли
По свидетельству Лаллемана, полковник Шарль Гулье (Charles Moyse Goulier) предложил называть высоту над геоидом в линейной мере l’altitude orthométrique (греч. ορθομετρικό ύψος).
По аналогии с выражением для нормальной высоты, выражение для ортометрической высоты {\displaystyle H^{g}} имеет вид:
{\displaystyle H^{g}={\frac {1}{g^{m}}}\int _{0}^{H}gdh,}
где среднее интегральное значение реальной силы тяжести {\displaystyle g^{m}} должно быть вычислено вдоль силовой линии реального поля от геоида (точка {\displaystyle N}) до земной поверхности (точка с геодезической высотой {\displaystyle H}):
{\displaystyle g^{m}={\frac {1}{H^{g}}}\int _{N}^{H}gdh.}
При этом практически получить ортометрическую высоту из геопотенциального числа {\displaystyle W_{0}-W=\int _{0}^{H}gdh=\int _{N}^{H}gdh} затруднительно по двум причинам: для определения среднего интегрального значения {\displaystyle g^{m}} на протяжении силовой линии требуется знать хотя бы первые производные реальной силы тяжести (или распределение плотности масс) вплоть до поверхности геоида, также неизвестной. Интегралы {\displaystyle \int _{0}^{H}gdh=\int _{N}^{H}gdh} равны, но вычисляются по разному пути: первый — вдоль линии нивелирования от исходного пункта с потенциалом {\displaystyle W_{0}}, второй — вдоль силовой линии реального поля.
Для допустимой ошибки определения среднего интегрального значения силы тяжести {\displaystyle g^{m}} имеем:
{\displaystyle \Delta g^{m}={\frac {\Delta H^{g}}{H^{g}}}g^{m},}
то есть для определения ортометрической высоты {\displaystyle H^{g}=1} км с точностью 1 см требуется знать среднее {\displaystyle g^{m}} с точностью 10 мГал, и допуски уменьшаются пропорционально росту высоты.
В связи с этим в каталогах ортометрических высот следует обязательно указывать значение {\displaystyle g^{m}} для возврата к геопотенциальным числам и последующего преобразования в систему нормальных высот:
{\displaystyle H^{\gamma }={\frac {g^{m}}{\gamma ^{m}}}H^{g}.}
Приближённый способ Гельмерта вывода ортометрических высот приводит к результатам, близким к нормальным высотам.
Страны, использующие ортометрическую систему высот до настоящего времени, указаны на карте.
В 1952 г. в СССР прекращено вычисление приближенных значений ортометрических высот и нормальные высоты приняты официально.
На территории США сила тяжести на севере на 0,1 % больше, чем на юге, поэтому горизонтальная (уровенная) поверхность, имеющая ортометрическую высоту 1000 м в Монтане, будет иметь высоту в 1001 м в Техасе.